# HMS Saga (P257)
Pour les articles homonymes, voir Saga (homonymie).
Le HMS Saga (Pennant number : P257) est un sous-marin britannique de classe S du troisième lot, construit pour la Royal Navy pendant la Seconde Guerre mondiale. Il faisait partie des unités construites entre 1941 et 1944 par les Britanniques pour des opérations offensives. Mis en service en 1945, il a servi tout à la fin de la Seconde Guerre mondiale. Il a survécu à la guerre et a été vendu au Portugal.

## Conception

Schéma d'un sous-marin de classe S

Les sous-marins de la classe S ont été conçus pour patrouiller dans les eaux resserrées de la mer du Nord et de la mer Méditerranée. Les 17 derniers navires du troisième lot étaient considérablement modifiés par rapport aux bateaux précédents. Ils avaient une coque plus solide, transportaient plus de carburant, et leur armement était modernisé.
Ces sous-marins avaient une longueur hors tout de 66,1 mètres, une largeur de 7,2 m et un tirant d'eau de 4,3 m. Leur déplacement était de 827 tonnes en surface et 1 006 tonnes en immersion. Ils avaient un équipage de 48 officiers et matelots. Ils pouvaient plonger jusqu'à la profondeur de 106,7 m. 
Pour la navigation en surface, ces navires étaient propulsés par deux moteurs Diesel de 950 ch (708 kW), chacun entraînant un arbre et une hélice distincte. En immersion, les hélices étaient entraînées par un moteur électrique de 650 ch (485 kW). Ils pouvaient atteindre 14,75 nœuds (27,32 km/h) en surface et 9 nœuds (17 km/h) en plongée. Ces sous-marins avaient une autonomie en surface de 7500 milles marins (13 900 km) à 10 nœuds (19 km/h), et en plongée de 120 milles (220 km) à 3 nœuds (5,6 km/h).
Ces navires étaient armés de six tubes lance-torpilles de 21 pouces (533 mm) à la proue. Ils transportaient six torpilles de rechange, et un total de treize torpilles. Douze mines pouvaient être transportées à la place des torpilles stockées à l’intérieur. Ils étaient également armés d'un canon de pont de 4 pouces (102 mm).

## Engagements
Le HMS Saga est construit au chantier naval Cammell Laird et lancé le 14 mars 1945. Il est baptisé Saga, en référence aux sagas nordiques. Et de fait, son insigne représente un drakkar viking voguant sur les flots. C’est le premier, et jusqu’à présent, le seul navire de la Royal Navy à porter ce nom. Lancé alors que la Seconde Guerre mondiale tire à sa fin en Europe, il ne rencontre pas beaucoup d’action. Le 10 février 1946, le Saga heurte et coule le chalutier Girl Lena dans la Manche. Il est vendu à la marine portugaise en 1948 et rebaptisé NRP Náutilo.